# Hrodzenskaja Poesjtsja
Het Wit-Russische bosgebied Hrodzenskaja Poesjtsja (Wit-Russisch: Гродзенская пушча. Russisch: Гродненская пуща) is gelegen in de Oblast Grodno en heeft een oppervlakte van 205,156 km². De Hrodzenskaja Poesjtsja werd tot natuurreservaat verklaard op 27 december 2007 door de zakazniks Sapotskinski en Gozjevski bij elkaar samen te voegen. Het reservaat grenst aan het Poolse Puszcza Augustowska en vormt daarmee een aaneengesloten beschermd bosgebied.

## Flora en fauna
Hrodzenskaja Poesjtsja ligt in het stroomdal van de rivier Memel en bestaat voor 93,5% uit bos. Voor het grootste deel bestaan deze bossen uit grove dennen (Pinus sylvestris), maar worden afgewisseld met berken (Betula), fijnspar (Picea abies) en esp (Populus tremula). Minder vaak worden bestanden met winterlinde (Tilia cordata), zomereik (Quercus robur) en es (Fraxinus excelsior) aangetroffen. Zeldzame planten in het gebied zijn bergnachtorchis (Plantanthera chlorantha), berghertshooi (Hypericum montanum), eenbloemig wintergroen (Moneses uniflora), kruisbladgentiaan (Gentiana cruciata), Turkse lelie (Lilium martagon) en dennenwolfsklauw (Huperzia selago).
In de bossen leven de Euraziatische lynx (Lynx lynx) en das (Meles meles). Ook is de wisent (Bison bonasus) hier in 1998 geherintroduceerd. Deze leven vooral in de omgeving van de plaats Ozery. Onder de broedvogels bevinden zich onder andere de schreeuwarend (Clanga pomarina), visarend (Pandion haliaetus) en drieteenspecht (Picoides tridactylus).